# Leptochloa rupestris
Leptochloa rupestris är en gräsart som beskrevs av Charles Edward Hubbard. Leptochloa rupestris ingår i släktet spretgräs, och familjen gräs. Inga underarter finns listade i Catalogue of Life.